# Тушовица
Тушовица (болг. Тушовица) — село в Болгарии. Находится в Шуменской области, входит в общину Вырбица. Население составляет 844 человека.

## Политическая ситуация
В местном кметстве Тушовица, в состав которого входит Тушовица, должность кмета (старосты) исполняет Хыкмет Мурадали Сами (Движение за права и свободы (ДПС)) по результатам выборов правления кметства.
Кмет (мэр) общины Вырбица — Исмаил Мехмед Мехмед Движение за права и свободы (ДПС)) по результатам выборов в правление общины.